# Ozarba uberosa
Ozarba uberosa är en fjärilsart som beskrevs av Swinhoe 1885. Ozarba uberosa ingår i släktet Ozarba och familjen nattflyn. Inga underarter finns listade i Catalogue of Life.